# 谷下和人
谷下 和人（たにした かずひと、1968年1月5日 - 2008年11月）は、石川県出身の元プロ野球選手（投手）。左投左打。

## 来歴・人物
小松商業高では1年秋、2年春に県大会ベスト4、3年春は県大会準優勝で北信越大会も初戦先発で勝利。1985年のプロ野球ドラフト会議で広島東洋カープから4位指名を受け入団。背番号38。
高校通算52勝を挙げた本格派左腕との前評判だったが、プロ1年目の1986年に基礎体力の無さを露呈、以降怪我に悩まされることとなる。1987年、1988年の米国教育リーグにて持ち球であるカーブを駆使し好成績を残すが、1989年は故障のため惨憺たる成績に終わり、結局一軍デビューには至らず1990年に現役引退した。
2008年11月に40歳で死去した。

## 詳細情報

### 年度別投手成績
- 一軍公式戦出場なし

### 背番号
- 38 （1986 - 1989年）
- 68 （1990年）